# Tibet Initiative Deutschland

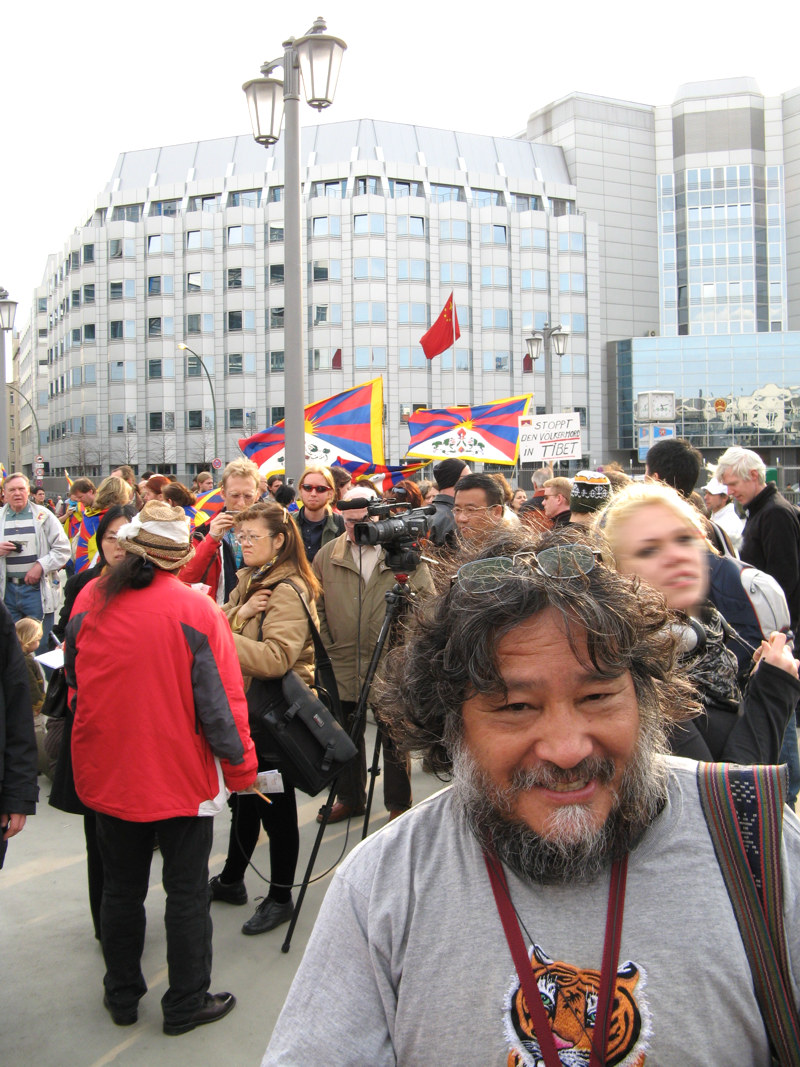
Manifestation pour les droits de l'homme au Tibet devant l'ambassade de la République de Chine à Berlin. Tsewang Norbu, en premier plan, cofondateur de la TID.

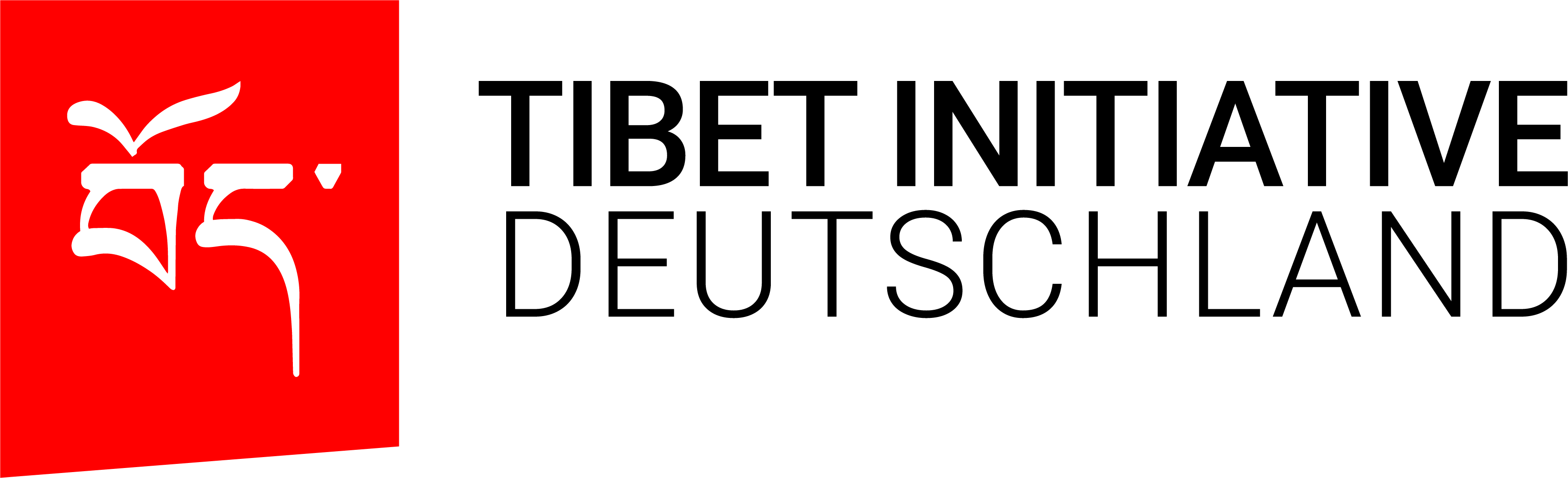
Logo de l'initiative du Tibet en Allemagne

Tibet Initiative Deutschland e V. (TID) est une association à but non lucratif fondée en 1989 qui compte environ 2 000 membres et 4 000 sympathisants dont le siège est à Berlin en Allemagne.
Tibet Initiative Allemagne s'est engagée dans l'autodétermination du peuple tibétain et le respect des droits de l'homme au Tibet. L'association fournit des informations sur la situation actuelle au Tibet, l'histoire du Tibet et de la politique internationale sur le Tibet. Elle organise des manifestations, des veillées et des campagnes politiques.
Tibet Initiative Allemagne est l'un des plus grands groupes allemands de soutien au Tibet. Elle est membre du Réseau international de soutien au Tibet (dont le siège est à Londres). Elle compte plus de 60 groupes régionaux et des points de contact en Allemagne.
Elle publie un magazine d'information trimestriel Brennpunkt TIBET qui rapporte des nouvelles du Tibet, une question de changement de priorité et les actions en Allemagne et au Tibet liées à des films et des revues de la littérature. Des éditions spéciales sont sur les thèmes «histoire et le présent du Tibet" (2007), "Le dalaï-Lama "(2008) et « résistance au Tibet "(2009) est apparu.
Lobsang Palden est un des membres fondateurs de Tibet Initiative Deutschland.
Klemens Ludwig fut président de Tibet Initiative Deutschland de 1994 à 2000.